# الملقح (الحيمة الخارجية)

تعديل مصدري - تعديل

الملقح هي إحدى قرى عزلة الحطب بمديرية الحيمة الخارجية التابعة لمحافظة صنعاء، بلغ تعداد سكانها 255 نسمة حسب تعداد اليمن لعام 2004.